# Свети Павел (Лондон)
Вижте пояснителната страница за други значения на Свети Павел.
Катедралата „Свети Павел“ (на английски: Saint Paul's Cathedral) е разположена на хълма Лъдгейт в центъра на Лондонското сити, 300 метра северно от река Темза.
Тя е главната църква на Лондонския диоцез на Църквата на Англия, седалище на епископа на Лондон.
Катедралата Сейнт Пол е символичното сърце на Лондон и е трета по големина в света. Датира от 17 век и е дело на архитект сър Кристофър Рен, който е погребан в криптата. Куполът ѝ е висок 110 м и широк 34 м и е втори по големина в света. Около него се намира „Галерията на шепота“ – внимавайте какво говорите, чува се и най-слабият шепот, издаден от другия край на дългата галерия.
Съвременната конструкция на катедралата е построена през 17 век и е четвъртата по ред катедрала изграждана на това място. Предишната сграда изгаря по време на големия Лондонски пожар. Строителството започва през 1675 г. и работата приключва на 20 октомври 1708 г., на 76-ия рожден ден на архитекта сър Кристофър Рен. Конструкцията на сградата е изградена в стил, характерен за ренесанса или късния барок. Тази комбинация от двата стила се появява в много църкви, дело на Кристофър Рен. Големият купол на църквата е повлиян от базиликата „Св. Петър“ в Рим. С височина от 108 метра, катедралата Сейнт Пол заема място сред най-високите сгради в Лондон.